# VxWorks

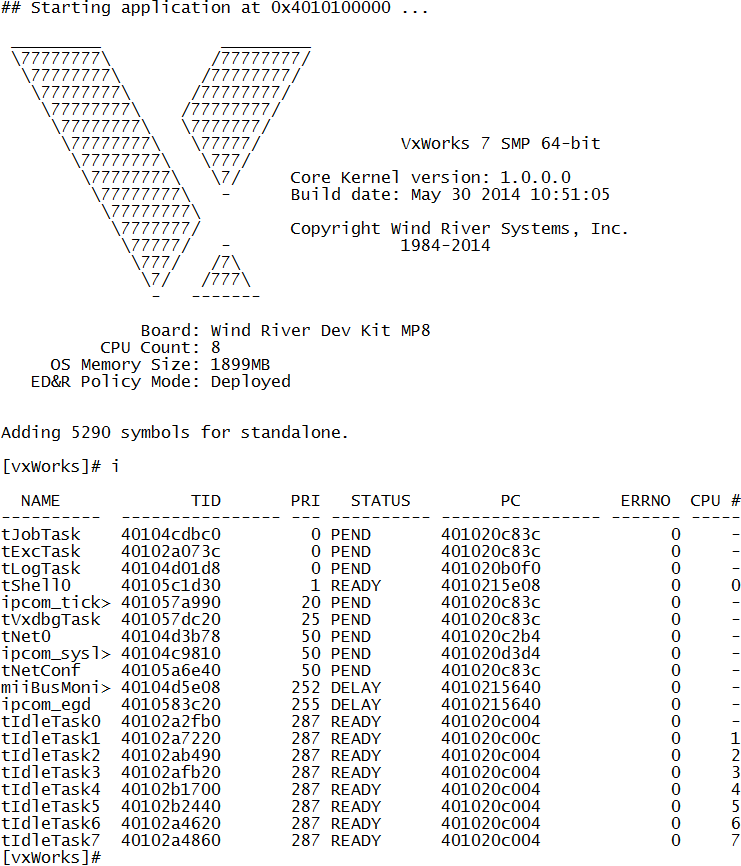
Ekran startowy VxWorks

VxWorks – system operacyjny czasu rzeczywistego, (ang.) Real Time Operating System (RTOS), opracowany i sprzedawany przez amerykańską firmę Wind River Systems z siedzibą w Alameda w Kalifornii. System ten dostępny jest dla systemów komputerowych opartych na procesorach o architekturze MC68000, Intel i960, Intel 80386, MIPS lub SPARC.
Środowisko programistyczne dla VxWorks – a więc: kompilator, konsolidator, edytor tekstu, debugger – nie jest dostępne na platformie docelowej, gdyż jest to najczęściej system wbudowany o ograniczonych zasobach. Do rozwoju oprogramowania dla VxWorks wymagana jest osobna platforma programistyczna połączona z platformą docelową. Kompilacja kodu źródłowego przeprowadzana jest przy wykorzystaniu cross-kompilatora. Utworzony kod wynikowy jest następnie przesyłany do pamięci platformy docelowej, gdzie może być przetestowany z użyciem debuggera z interfejsem użytkownika na platformie programistycznej. Cały ten proces jest powtarzany wielokrotnie, aż do uzyskania poprawnie działającego programu wynikowego.